# Tratado de Loudun
O Tratado de Loudun foi assinado em 3 de maio de 1616 em Loudun, França, e encerrou a guerra que originalmente começou como uma luta pelo poder entre o Concino Concini favorito da rainha-mãe Maria de Médici (recentemente nomeada Marquesa d'Ancre) e Henrique II de Condé, o próximo na linha de sucessão ao trono de Luís XIII.  A guerra ganhou conotações religiosas quando príncipes huguenotes rebeldes se juntaram à revolta de Condé.